# Al-Baqara
Al-Baqara "A vaca" (em árabe:سورة البقرة) é a segunda e mais longa surata do Alcorão, com 286 ayat. Al-Baqara contém também o mais longo Aya.
O título desta surata refere-se a uma discussão entre Moisés e os Israelitas sobre uma vaca que eles deveriam sacrificar para revelar o assassino de um homem morto.